# 쉼표 (음악)
쉼표(rest)는 음악에서 일정 시간 동안 소리가 나지 않는 것을 의미하거나, 이를 나타내는 기보법 기호 중 하나를 뜻한다.
쉼표의 길이는 특정 음표 값과 일치하며, 침묵이 얼마나 지속되어야 하는지를 나타낸다. 각 쉼표는 해당하는 음표 값의 이름을 따라 명명되며 (예: 사분음표와 사분쉼표, 또는 팔분음표와 팔분쉼표), 각각의 쉼표는 고유한 기호를 가지고 있다.

## 설명
쉼표는 악곡에서 일정 시간 동안의 무음을 나타내며, 침묵의 길이를 나타내는 기호로 표시된다. 각 쉼표 기호와 이름은 특정 음표 값에 해당하며, 침묵이 얼마나 지속되어야 하는지를 나타낸다. 일반적으로 마디 또는 온음표의 배수로 표시된다.
| 미국 영어   | 영국 영어               | 배수 | 기호                                   |
| ----------- | ----------------------- | ---- | -------------------------------------- |
| 롱가        | Long rest               | 4    | A long/longa rest                      |
| 겹온음 쉼표 | Breve rest              | 2    | A double-whole/breve rest              |
| 온음 쉼표   | Semibreve rest          | 1    | A whole/semibreve rest                 |
| 이분 쉼표   | Minim rest              | 1⁄2  | A half/minim rest                      |
| 사분 쉼표   | Crotchet rest           | 1⁄4  | A quarter/crotchet rest                |
| 팔분 쉼표   | Quaver rest             | 1⁄8  | An eighth/quaver rest                  |
| 십육분 쉼표 | Semiquaver rest         | 1⁄16 | An sixteenth/semiquaver rest           |
| 32분 쉼표   | Demisemiquaver rest     | 1⁄32 | A thirty-second/demisemiquaver rest    |
| 64분 쉼표   | Hemidemisemiquaver rest | 1⁄64 | A sixty-fourth/hemidemisemiquaver rest |

- 사분 (크로체트) 쉼표  (𝄽)는 옛 악보에서 와 다른 형태를 취할 수 있다.[1][2][3]
- 4마디 쉼표 또는 롱가 쉼표는 마디로 나누어지지 않는 긴 무음 구간에만 사용된다.
- 무음을 나타내는 쉼표의 조합은 음표와 동일한 규칙을 따른다.[4]

### 한 마디 쉼표
전체 마디에 음이 없을 때는 실제 박자표와 관계없이 온음 쉼표가 사용된다. 역사적으로 4
2 박자 (마디 당 4개의 이분음표)에서는 예외적으로 겹온음 쉼표가 한 마디 쉼표로 사용되었고, 3
16보다 짧은 박자에서는 실제 마디 길이의 쉼표가 사용되었다. 일부 출판된 (일반적으로 더 이전의) 악보는 쉼표의 범위를 확인하기 위해 쉼표 위에 숫자 "1"을 표시한다.
필사본 및 그 복제본에서는 마디 쉼표가 완전히 비어 있거나 표시되지 않는 경우가 있으며, 악보선조차 없을 수도 있다.

### 여러 마디 쉼표
악기 파트에서는 동일한 박자와 조성으로 한 마디 이상의 쉼표가 있을 때, 표시된 것처럼 여러 마디 쉼표 (영국 영어: multiple bar rest)로 나타낼 수 있다. 여러 마디 쉼표는 일반적으로 두 가지 방식으로 그려진다.
- 악보선의 중간 줄에 끝에 세리프가 있는 두꺼운 가로선으로 표시하거나 (위 중간 그림 참조),[1] 악보선의 두 번째와 네 번째 줄 사이에 두꺼운 대각선으로 표시하여 기울어진 큰 빼기 부호 또는 등호처럼 보이게 한다 (대각선 스타일은 가로선 스타일보다 훨씬 덜 일반적이다; 소수의 출판사에서 사용하지만, 캐주얼한 스타일의 현대 필사본에서 더 흔하게 볼 수 있다).[5] 두 가지 두꺼운 선 쉼표는 나타내는 마디 수에 관계없이 매번 동일한 모양으로 그려진다.
- 여러 마디 쉼표를 표기하는 구식 시스템 (중세 시대의 정량 기보 쉼표 시스템에서 파생된 바로크 기보 관습에서 채택)은 특정 마디 수를 초과하지 않는 한 오른쪽 위 그림과 같이 각 여러 마디 쉼표를 그린다. 그 한도를 초과하는 쉼표는 위에서 언급한 두꺼운 가로선을 사용하여 그려진다. 여러 마디 쉼표가 가로선으로 전환되기까지의 길이는 개인 취향 또는 편집 정책에 따라 다르다. 대부분의 출판사는 10마디를 전환점으로 사용하지만, 특히 초기 음악에서는 더 크고 작은 전환점을 사용한다.[1]

가로선 여러 마디 쉼표가 지속되는 마디 수는 악보선 위에 표시된 숫자 (일반적으로 박자표의 숫자와 같은 크기)로 나타낸다. 여러 마디 쉼표 중에 박자 또는 조성이 변경되면, 명확성을 위해 해당 쉼표는 짧은 구간으로 분할되어야 하며, 쉼표 사이에 조성 및 박자 변경이 표시되어야 한다. 여러 마디 쉼표는 또한 음악적 악구 또는 섹션을 구분하는 이중 마디선과 연습 기호에서도 분할되어야 한다.

### 점 쉼표

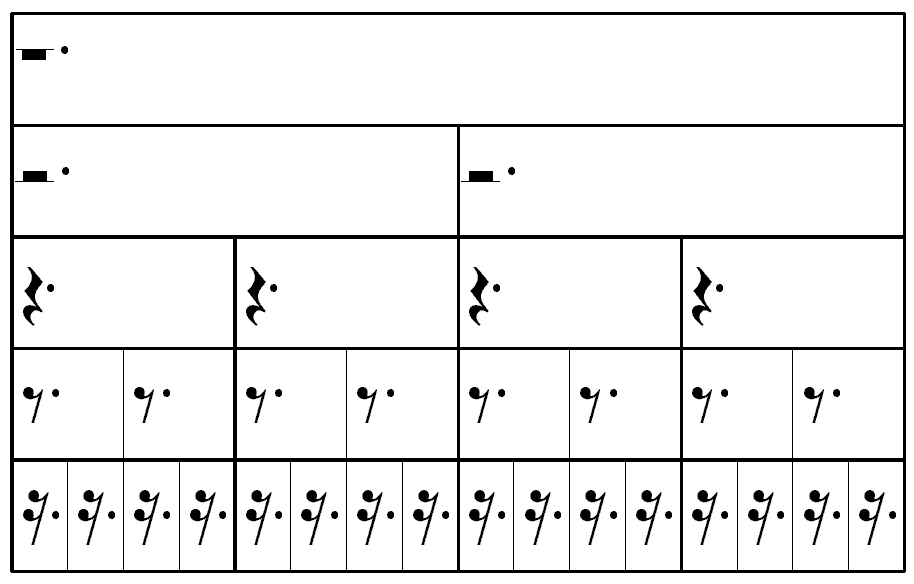

쉼표 뒤에 점을 붙여 길이를 절반만큼 늘릴 수도 있지만, 이것은 음표만큼 흔하게 사용되지 않으며, 특히 6
8 또는 12
8와 같은 복합 박자로 표기된 현대 음악에서 가끔 사용된다. 이러한 박자에서는 오랜 관습에 따라 한 박자의 쉼표를 사분 쉼표 뒤에 팔분 쉼표 (3개의 팔분음표와 동일)로 표시한다. 참조: 딸림 박자.

### 전체 쉼표
앙상블 악보에서 "G.P." (general pause)는 전체 앙상블에 대해 한 마디 이상의 무음을 나타낸다. 일반 쉼표를 매번 발생하는 대로 명시적으로 표시하는 것 (일반 쉼표로 쓰는 대신)은 연주자에게 중요하다. 이는 어떤 종류의 소음도 피해야 하기 때문이다. 예를 들어, 일반 쉼표 중에는 악보 페이지를 넘기지 않는다. 왜냐하면 아무도 연주하지 않을 때 페이지 넘기는 소리가 눈에 띄기 때문이다.

## 같이 보기
- 체절
- 무음악곡 목록
- 악상 기호
- 타체트